# Расчленённый (фильм)
«Расчленённый» (англ. Severed) — канадский фильм ужасов с элементами драмы 2005 года режиссёра Карла Бессая. Фильм также известен под названием Разъединённый. Премьера фильма состоялась 20 октября 2005 года.

## Сюжет
Компания, занимающаяся заготовкой леса, параллельно проводит эксперименты по ускорению роста деревьев. В результате всех этих разработок был создан гормон GX 1134, который вводился в основание деревьев и способствовал их быстрому росту. Но однажды в лесу произошёл несчастный случай, при котором один из лесорубов повредил плечо, а его кровь вступила в реакцию с гормоном. В результате этой реакции лесоруб превратился в зомби. Вскоре была прервана связь со всеми лесорубами сектора леса, в котором произошёл несчастный случай. Лидеры компании, ничего не зная о случившемся, посчитали, что всему виной действия активистов по защите леса, которых возглавляет Рита Хоффман. Тогда глава компании решает отправить с проверкой в сектор своего сына Тэйлора. Тут-то Тэйлор и обнаруживает как разгромленный лагерь самих активистов, так и заражённых лесорубов. Из выживших осталось лишь немного людей, которые всячески пытаются спастись от зомби. Компания же, разузнав о происшедшем, локализовала территорию с заражёнными зомби и постаралась, чтобы никакие сведения о случившемся не просочились куда не надо. Кроме того, в воздух были подняты вертолёты, расстреливавшие всё живое.

## В ролях
| Актёр             | Роль     |
| ----------------- | -------- |
| Пол Кэмпбелл      | Тайлер   |
| Сара Линд         | Рита     |
| Джулиан Кристофер | Мак      |
| Джей Ар Борн      | Картер   |
| Майкл Тейджен     | Люк      |
| Линни Адачи       | Стейси   |
| Патрик Гэллэхер   | Андерсон |
| Сейдж Броклбанк   | Майлс    |
| Бред Сихвон       | Том      |
| Зак Сантьяго      | Рамон    |
| Колин Лоуренс     | Арнольд  |
| Джон Рирдон       | Грег     |
| Алекс Захара      | Смит     |

## Художественные особенности
В отличие от большинства фильмов ужасов о зомби действие данного фильма разворачивается в лесу. В лесу идёт добыча деревьев, поэтому в кадре можно увидеть и лесопилку, и готовые брёвна, и деревянные постройки, служащие жильём для лесорубов. Зомби же имеют много общего с классическими образами, созданными в своих фильма Джорджем Ромеро, однако довольно чётко разглядеть самих зомби не совсем удаётся — при появлении их в кадре изображение начинает трястись, дёргаться, дрожать и т. д. Под конец фильм приобретает драматические черты.

## Интересные факты
- В США фильм получил название Forest of the Dead.